# 1864
1864 (MDCCCLXIV) fue un año bisiesto comenzado en viernes según el calendario gregoriano.

## Acontecimientos

### Enero
- 4 de enero: Batalla de El Cascajo (Colombia). Pedro Justo Berrío derrota a Pascual Bravo.

### Febrero
- 5 de febrero: Dinamarca se rinde en la guerra contra Prusia y Austria.
- 25 de febrero: Las tropas tabasqueñas inician el asalto al Almacén Real en San Juan Bautista (hoy Villahermosa), en donde se encuentran atrincherados los invasores franceses.
- 27 de febrero: En Tabasco, México derrotan y expulsan a los invasores franceses, quienes abandonan la ciudad de San Juan Bautista (hoy Villahermosa), la primera región en ese país de donde se expulsa al invasor francés.

### Marzo
- 11 de marzo: a 13 km de la ciudad de Sheffield (centro-norte de Inglaterra) se rompe la represa Dale Dyke. Es la primera vez que se llena (estaba en construcción desde 1859). En la violenta inundación del valle, murieron 244 personas. (Gran Inundación de Sheffield). Las denuncias por siniestros crearon el reclamo de seguros más grande de la época victoriana.

### Abril
- 10 de abril: Maximiliano de Habsburgo y Carlota de Sajonia-Coburgo-Gotha son coronados emperadores del Segundo Imperio Mexicano, en la Catedral Metropolitana de Ciudad de México.
- 14 de abril: España toma las islas Chincha, con lo que inicia la guerra hispano-sudamericana.
- 18 de abril: 
  - Batalla de Dybbøl (también "Masacre de Dybbøl"), que decide el resultado de la Guerra de los Ducados.
  - En Medellín (Colombia), Murillo reconoce a Berrío.
- 27 de abril: Jerónimo Usera funda la Congregación de Hermanas del Amor de Dios.

### Mayo
- 2 de mayo: en Rumanía, el príncipe Alejandro Juan Cuza da un golpe de Estado y disuelve la Asamblea, asumiendo poderes dictatoriales. Un plebiscito ratifica su régimen autoritario y la aprobación de una nueva constitución.
- 18 de mayo: En el Gran Buenos Aires, Argentina se funda la localidad de Bella Vista, luego ubicada en el extinto Partido de General Sarmiento y hoy en el Partido de San Miguel. Hoy en día es una de las localidades más antiguas aún en pie de esta zona del Gran Buenos Aires.
- 23 de Mayo: se inaugura la Estación Luján del Ferrocarril Buenos Aires al oeste.

### Julio
- 6 de julio: se funda la Cruz Roja Española.
- 22 de julio: batalla de Atlanta en la guerra civil estadounidense

### Agosto
- 4 de agosto: Constitución de Antioquia (Colombia).
- 31 de agosto: Guerra civil de Estados Unidos: Los unionistas fuerzan al general William T. Sherman a lanzar el asalto a Atlanta.

### Septiembre
- 28 de septiembre: En Londres se crea la I Internacional.

### Octubre
- 3 de octubre: cerca de Ciudad Mendoza (unos 250 km al este de la Ciudad de México) a la 1:53 hora local se registra un terremoto que destruye la capilla que los españoles habían construido en 1594 sobre la pirámide tolteca de Cholula (la más grande del mundo).
- 28 de octubre: se realiza en Lima, Perú el congreso americano con la presencia de representantes de los Estados Unidos de Venezuela, Estados Unidos de Colombia, Bolivia, República Argentina, Ecuador, Perú y Chile.
- 30 de octubre: finaliza la guerra que Prusia y Austria sostenían con Dinamarca, por la Paz de Viena.

### Noviembre
- 1 de noviembre: Elecciones presidenciales de Estados Unidos de 1864. El republicano Abraham Lincoln logra ser reelegido presidente por una ventaja aplastante de 212 votos electorales frente a 21 de los demócratas de George B. McClellan.
- 12 de noviembre: en Asunción, el presidente Francisco Solano López ordena la captura del buque brasileño Marqués de Olinda, en represalia por la invasión brasileña al Uruguay. Esta acción desencadena el inicio de la guerra de la Triple Alianza.
- 14 de noviembre:en Asunción, el presidente Francisco Solano López, rompe relaciones con el estado del brasil.

### Diciembre
- 27 de diciembre: El fuerte de Coímbra fue atacado por 3200 hombres. en el contexto de la guerra de la triple alianza.

### Fechas desconocidas
- Jean Henri Dunant, hombre de negocios suizo, promueve la Primera Convención de Ginebra.
- Expedido Código Civil de Antioquia (Colombia). Camilo A. Echeverri redacta El Índice. Se abre Escuela de Artes y Oficios.

## Arte y literatura
- Charles Dickens: Nuestro común amigo
- Julio Verne: Viaje al centro de la Tierra
- Marcos Hiráldez de Acosta: Jura de Santa Gadea (Marcos Hiráldez de Acosta)

## Ciencia y tecnología
- flash: Primeros usos en fotografía, mediante una mezcla de magnesio y clorato potásico cuya ignición se provocaba manualmente.

## Nacimientos

### Enero
- 1 de enero: Alfred Stieglitz, fotógrafo estadounidense (f. 1946)
- 7 de enero: Julio Cejador, humanista y filólogo español (f. 1927)
- 13 de enero: Wilhelm Wien, físico alemán, premio Nobel de Física en 1911 (f. 1928)

### Febrero
- 10 de febrero: Karl Pohlig, director de orquesta alemán (f. 1928).
- 12 de febrero: Eulalia de Borbón, infanta de España, hija de Isabel II y Francisco de Asís de Borbón (f. 1958)

### Marzo
- 4 de marzo: Alejandro Lerroux, político español (f. 1949)
- 30 de marzo: Franz Oppenheimer, sociólogo y economista político alemán (f. 1943)

### Abril
- 10 de abril: Eugen d'Albert, pianista y compositor alemán (f. 1932).

### Junio
- 7 de junio. Abraham González. Gobernador de Chihuahua y líder de la Revolución Mexicana. (f. 1913)
- 11 de junio: Richard Strauss, compositor alemán (f. 1949)
- 14 de junio: Alois Alzheimer, neurólogo alemán (f. 1915)
- 20 de junio: Emil Hassler, médico, botánico suizo (f. 1937)
- 25 de junio: Walther Hermann Nernst, físico y químico alemán, premio Nobel de Química en 1920 (f. 1941)

### Julio
- 20 de julio: Erik Axel Karlfeldt, poeta sueco, premio Nobel de Literatura en 1931 (f. 1931).

### Septiembre
- 8 de septiembre: Leonard Trelawny Hobhouse, político y sociólogo, teórico del new liberalism (f. 1929)
- 14 de septiembre: Robert Cecil, político y diplomático británico, premio Nobel de la Paz en 1937 (f. 1958)
- 29 de septiembre: Miguel de Unamuno, escritor y filósofo español, perteneció a la generación del 98 (f. 1936).

### Octubre
- 26 de octubre: José Gregorio Hernández, médico, científico y filántropo venezolano (f. 1919).
- 31 de octubre: Einar Benediktsson, poeta, abogado y empresario islandés (f. 1940).

### Noviembre
- 11 de noviembre: Alfred Fried, periodista y pacifista austríaco, premio Nobel de la Paz en 1911 (f. 1921)
- 15 de noviembre: José Revilla Haya, ingeniero de minas y geólogo español, fue inspector general de Minas (f. 1955)
- 24 de noviembre: Henri de Toulouse-Lautrec, pintor francés (f. 1901).

### Diciembre
- 6 de diciembre: Nicodim Munteanu, segundo patriarca de Rumanía (f. 1948)
- 8 de diciembre: Camille Claudel, escultora francesa (f. 1943)
- 11 de diciembre: Maurice Leblanc, escritor francés (f. 1941)
- 22 de diciembre: Federico Gamboa, periodista y escritor mexicano (f. 1939)

## Fallecimientos

### Enero
- 4 de enero: Pascual Bravo Echeverri, escritor y militar colombiano.
- 13 de enero: Stephen Foster, compositor estadounidense (Oh, Susana) (n. 1826).

### Febrero
- 25 de febrero: Mariano Belmonte y Vacas, pintor cordobés (n. 1828).

### Junio
- 4 de junio: Matías Ramón Mella, militar, político y activista dominicano. Padre de la Patria (n. 1816).

### Octubre
- 4 de octubre: Jasmin, poeta francés (n. 1798).

### Noviembre
- 3 de noviembre: Juan Chassaing, poeta y abogado argentino (n. 1839).

### Diciembre
- 8 de diciembre: George Boole, filósofo y matemático irlandés, precursor de la lógica de las computadoras (n. 1815).

### Fecha desconocida
- Giovanni David, tenor italiano (n. 1790).